# Ceroys coronatus
Ceroys coronatus är en insektsart som först beskrevs av Carl Peter Thunberg 1815.  Ceroys coronatus ingår i släktet Ceroys och familjen Heteronemiidae. Inga underarter finns listade i Catalogue of Life.